# Gunnar Melander
Gunnar Melander, född 30 april 1947, är en svensk travtränare och travkusk. Han är mest känd för att ha tränat Lapp Nils, Månlykke A.M. och Månprinsen A.M., som bland annat tagit fem segrar i Svenskt Mästerskap.
Melander har inriktat sin verksamhet på kallblodshästar. 2002 blev Melander medlem i den så kallade tusenklubben, då han tog sin 1000:e seger som kusk.

## Större segrar i urval
| År   | Lopp                            | Häst            | Kusk/Ryttare         |
| ---- | ------------------------------- | --------------- | -------------------- |
| 1985 | Svenskt Mästerskap för kallblod | Lapp Nils       | Gunnar Melander      |
| 1986 | Svenskt Mästerskap för kallblod | Lapp Nils       | Gunnar Melander      |
| 1989 | E.J:s Guldsko                   | New Action      | Gunnar Melander      |
| 1990 | Svenskt Mästerskap för kallblod | Stellbarr       | Micael Melander      |
| 1991 | Svenskt Mästerskap för kallblod | Stellbarr       | Micael Melander      |
| 1993 | Svenskt Mästerskap för kallblod | Stellbarr       | Micael Melander      |
| 2010 | Vårbjörken                      | Myllarfaks      | Micael Melander      |
| 2011 | Svenskt Kallblodsderby          | Månprinsen A.M. | Gunnar Melander      |
| 2012 | Monté-SM för kallblod           | Nordblomma      | Pernilla Edman       |
| 2013 | Svenskt Mästerskap för kallblod | Månprinsen A.M. | Gunnar Melander      |
| 2014 | Vårbjörken                      | Månprinsen A.M. | Gunnar Melander      |
| 2014 | Svenskt Mästerskap för kallblod | Månprinsen A.M. | Gunnar Melander      |
| 2014 | Monté-SM för kallblod           | Nordvanja       | Susanne H. Osterling |
| 2015 | Vårbjörken                      | Månprinsen A.M. | Gunnar Melander      |
| 2015 | Svenskt Mästerskap för kallblod | Månprinsen A.M. | Gunnar Melander      |
| 2016 | Moe Odins Æresløp               | Månprinsen A.M. | Gunnar Melander      |
| 2016 | Alm Svartens Æresløp            | Månprinsen A.M. | Gunnar Melander      |
| 2017 | Alm Svartens Æresløp            | Månprinsen A.M. | Gunnar Melander      |
| 2017 | Svenskt Mästerskap för kallblod | Månprinsen A.M. | Gunnar Melander      |
| 2018 | Svenskt Mästerskap för kallblod | Månprinsen A.M. | Gunnar Melander      |
| 2018 | Åby Stora Kallblodspris         | Månprinsen A.M. | Gunnar Melander      |
| 2020 | Svenskt Mästerskap för kallblod | Månlykke A.M.   | Gunnar Melander      |
| 2021 | Svenskt Mästerskap för kallblod | Månlykke A.M.   | Gunnar Melander      |
| 2022 | Alm Svartens Æresløp            | Månlykke A.M.   | Gunnar Melander      |